# Cirque du Soleil

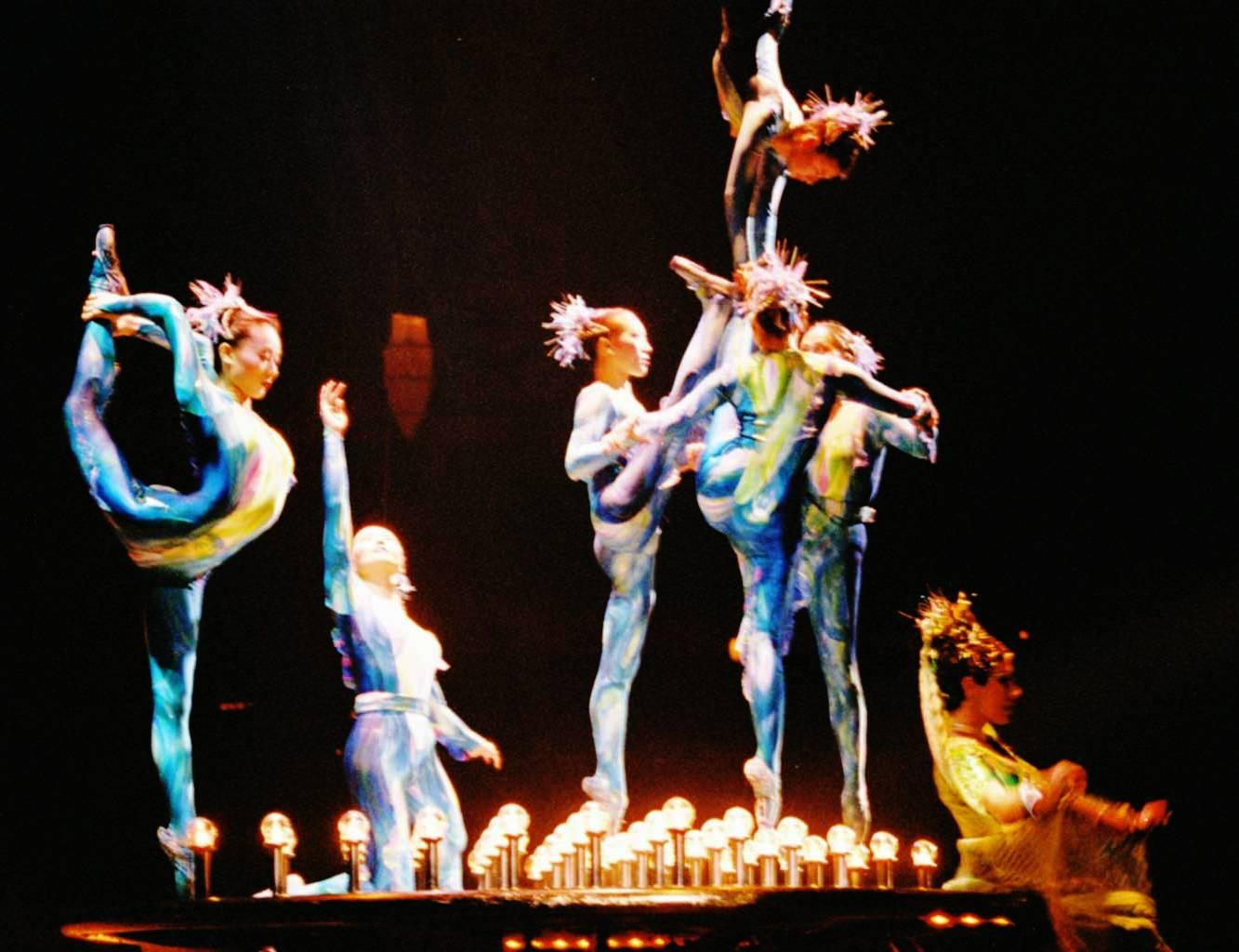
Dralion (2004)

El Cirque du Soleil ("Circ del Sol") és una companyia que ha revolucionat el món del circ. Va ser creada per Guy Laliberté i Daniel Gauthier l'any 1984 al Quebec, Canadà. Les seves propostes es basen en un replantejament de les regles del circ tradicional, innovant i buscant nous camins.
En les seves produccions no apareixen animals, i viuen de les fonts de l'acrobàcia, la dansa i el mim. els seus espectacles es basen en una història narrada de manera visual i en la que toquen temes com la por, la fantasia, l'alegria, el pas del temps o la tradició mística d'Orient i Occident.
Els seus espectacles són coneguts a tot el món per la seva creativitat, les seves escenografies i la qualitat dels artistes, amb el que han aconseguit entusiasmar més de 125 milions de persones de tot el món.
Actualment l'empresa està formada per més de 3.000 treballadors, i ofereix 8 espectacles en gira i 6 espectacles permanents. Tots els mesos es convoquen càstings en els quals els caçatalents busquen als millors artistes, ballarins i virtuosos en totes les maneres i formes d'expressió circense, entre els quals hi ha molts antics esportistes d'alta competició. Aquests artistes procedeixen de més de 40 països i s'entenen entre si en 25 idiomes, encara que procuren utilitzar l'anglès o el francès com a llengua comuna.

## Història

### Els primers anys. Nord-amèrica
El 1982, a Baie-Saint-Paul, un poble del Quebec, un grup de joves saltimbanquis anomenats el Club des talons hauts creen la Fête Foraine de Baie-Saint-Paul.
Dos anys després, el 1984, coincidint amb el 450 aniversari de l'arribada de Jacques Cartier al Canadà, Guy Laliberté i Daniel Gauthier reben el suport govern del Quebec per muntar un espectacle, La Magie continue (La Màgia continua), en el que combinen l'art dramàtic amb les arts circenses, integrant la música, els efectes de llums i el vestuari amb una nova perspectiva on destaca l'originalitat. L'any següent el circ va iniciar gires per Ontario (1985) i Vancouver (1986) on es realitzava l'Expo 86.
El gran salt es va produir el 1987 quan van anar a Califòrnia amb el nou espectacle Cirque Réinventé (Circ Reinventat), primer al Festival de Los Angeles, després a San Diego i a Santa Mònica; l'èxit és immediat. Posteriorment, el 1988, van als Jocs Olímpics de Calgary on han de posar sempre el cartell de "complet". El 1989 viatgen pels Estats Units a Miami, Chicago i Phoenix.

### Gires mundials
L'any 1990 creen un següent espectacle, Nouvelle Expérience (Nova experiència), que estrenen a Montreal (Canadà) en un nou envelat amb capacitat per a 2500 espectadors. L'èxit és fulminant. El mateix any amb el Cirque Réinventé van a Londres i París tot i que els resultats no van ser tan bons com s'esperaven. D'altra banda, el 1991 Nouvelle Expérience continua amb una gira nord-americana que té el reconeixement absolut del públic.
En el 1992 produeixen dos espectacles: 
- Fascination, on rescaten els millors números de muntatges anteriors i es representa en una gira pel Japó, per obrir aquest mercat.
- Saltimbanco és presentat a Montreal.

Paral·lelament instal·len un envelat en l'hotel The Mirage a Las Vegas on representaran durant un any Nouvelle Expérience.
El 1993 el circ s'instal·la en un teatre fix especialment concebut per a ell a l'hotel "Treasure Island" a Las Vegas on es presenta Misteri. 'Mentre Saltimbanco continua la seva gira americana assolint els 400.000 espectadors. L'any següent anirà 6 mesos a Tòquio i el 1995 a Europa, amb un nou envelat per 2500 espectadors. La ciutat europea escollida per obrir la seu social serà Amsterdam. Saltimbanco es representarà a Hamburg, Stuttgart, Anvers, Zúric, Frankfurt i acabarà el 1997 en l'Albert Hall de Londres.
Per a celebrar el X aniversari de la companyia (1984-1994) es crea Alegría que s'estrena amb una llarga gira per Nord-amèrica; dos anys després, marxarà al Japó i el 1997 iniciarà la gira europea. El 2001 la gira serà al Sud-oest d'Àsia. D'aquest espectacle en faran una pel·lícula amb el mateix títol, estrenada el 1998.
El (1996), estrenen un nou espectacle a Montreal, Quidam, que realitzarà una gira per Nord-amèrica durant els següents tres anys en els quals seran aplaudits per 2.500.000 espectadors. El març del 1999 aniran a Europa en una gira de 4 anys.
El 1997 inauguren a Montreal "L'Estudi", el domicili social internacional de la companyia amb el centre de producció i de creació.
I en poc temps produeixen dos nous espectacles fixos i en consoliden d'altres:
- L'octubre de 1998, presenten O en el "Bellagio" de Las Vegas.
- El desembre, estrenen La Nouba a Orlando, en el Walt Disney World Resort.
- El 1999 Alegría es representa durant un any a l'hotel-casino "Beau-Rivage" à Biloxi (Mississipi)

Arribaran noves produccions habitualment estrenades a Montreal:
- Dralion (1999).
- Varekai (2002).
- Corteo (2005).
- Kooza (2007).

I altres tipus d'ofertes:
- Fire Within (2003), una sèrie audiovisual realitzada a partir de Varekai
- Zumanity (2003), una mena de cabaret.
- Solstrom (2003), una sèrie audiovisual per a la televisió.
- Kà (2005), un espectacle fix a Las Vegas.
- Love (2006), un homenatge als Beatles, també a Las Vegas.

L'any 2013 la seva fundadora, Lyn Heward, va participar amb una ponència al Fòrum Impulsa.

## L'univers musical
Les músiques del Cirque du Soleil, publicades en exclusiva sota l'etiqueta del mateix nom, no s'assemblen en res a les dels circs tradicionals. Hi ha músiques tradicionals d'arreu del món, new age, tango, experimental, new wave o pop-rock, totes compostes, entre d'altres, per René Dupéré, Benoît Jutras i Violaine Corradi. Cada espectacle és acompanyat d'un estil musical propi: percussions abundants per a Dralion, acordió i violí per a Alegría, saxòfon i piano per a Zumanity, sempre segons l'atmosfera que es vol recrear. Solarium/Delirium, un dels àlbums més recents, presenta les músiques més celebrades de la companyia remesclades per grans DJ.
La música del Cirque du Soleil ha rebut nombrosos premis. L'àlbum Cirque du Soleil ha rebut el premi del millor àlbum de l'any a la Gala de l'ADISQ al Canadà el 1988. Saltimbanco ha estat candidat en 4 categories diferents a la Gala de l'ADISQ al Canadà el 1993. Alegría, l'àlbum més venut (més de 500.000 còpies) ha estat candidat per a un Grammy el 1995 així com a la Gala de l'ADISQ el 1995, entre altres reconeixements.

## Condicions de muntatge
L'emplaçament que requereix el Cirque du Soleil no només ha de ser enorme, sinó estar ben connectat amb transport públic i privat, no tenir pendents i comptar amb un terreny apte, requeriments del qual un topògraf vingut des del Canadà comprova expressament.
La carpa és gegantina (Gran Chapiteau), i va ancorada amb grans blocs de formigó que s'enterren, de manera que ha d'estar assegurat que el terra aguanti. Tota la instal·lació està preparada per suportar vents de 120 quilòmetres per hora.
En cada un dels espectacles itinerants solen moure més de 200 persones entre artistes, tècnics d'imatge i so, professors i càtering, sense comptar els treballadors contractats temporalment a la localitat on presenten l'espectacle. En els seus desplaçaments utilitzen 50 tràilers, per a poder transportar prop de 1000 tones de material.

## Espectacles

### En gira
- Quidam (1996)
- Dralion (1998)
- Varekai (2000)
- Corteo (2005)
- Koozå (2007)
- Totem (2018)[1]

### En sorra
- Delirium (2006)
- Saltimbanco (2007)

### Permanents
- Mystère (Les Hortes) (1993), a l'Hotel Treasure Island
- Ô (Les Hortes) (1998), a l'Hotel Bellagio
- La Nouba (Orlando)(2000), a World Disney
- Zumanity (Les Vegas)(2000), a l'Hotel New York New York
- KÂ (Les Vegas)(2005), a l'hotel MGM Grand
- LOVE The Beatles (Les Vegas)(2006), a l'hotel The Mirage

### Antics espectacles
- Le Grand Tour
- Cirque du Soleil
- La magie Continue
- Cirque Réinventé
- Nouvelle Experience
- Fascination (només a Àsia)
- Saltimbanco. Finalitzat el 10 de desembre del 2006 al Brasil.
- Scalada, espectacle ideat únicament per Andorra
- Alegria(1994), finalitzat l'any 2013.

## Cirque du Soleil a Barcelona

### 2007
- "Delirium": 19 al 22 de desembre del 2007 (al Palau Sant Jordi).

### 2008
- "Quidam": 11 de setembre a 19 d'octubre.

### 2022
- "Luzia": 17 de març a 1 maig (a L'Hospitalet del Llobregat).

### 2024
- "Alegría: In a New Light": 20 de març a 19 de maig (a L'Hospitalet del Llobregat). Arxivat 2024-05-12 a Wayback Machine.

## Cirque du Soleil a Andorra
Del 13 de juliol fins al 3 d'agost del 2013 el Cirque du Soleil va fer una aturada especial al Principat d'Andorra. En l'espai de deu representacions va elaborar un espectacle especial dissenyat exclusivament per Andorra, Sclada. Sclada, escapada en català, representa les 4 estacions de l'any i posa èmfasi en el país, i el seu caràcter muntanyenc. L'espectacle ha sigut possible després que el Govern d'Andorra es posés en contacte amb la companyia quebequesa. L'objectiu és fer venir el turisme de proximitat de manera a reactivar el comerç al país i així provar de fer front de la millor manera possible a la crisi. En concret, el govern andorrà s'hi va gastar uns 2,6 milions d'euros.Tot per regalar més de la meitat de les entrades i vendre la resta per 15 euros per persona. Malgrat això, l'espectacle va ser un gran èxit, malgrat les pluges, que van amenaçar amb l'anul·lació de l'esdeveniment. L'oposició, però, va considerar que malgrat l'espectacularitat de l'espectacle, s'havia de valorar si aquesta mena de propostes tenien realment rendibilitat, ja que, en efecte, consideraven que el Circ del Sol va donar més perjudici que beneficis al govern andorrà.
L'espectacle ha sigut possible gràcies a:
- Bastien Alexandre, creador i director
- Jean Laurin, dissenyador de llums
- Stéphane Boko, coreògraf
- Eric Noguès, dissenyador d'escenari i accessoris
- Jonnhy Ranger, dissenyador de vídeo

I la trentena d'actors que s'hi varen desplaçar.
A pesar de les crítiques, a l'estiu del 2014 el Circ del Sol va tornar a fer parada a Andorra, aquest cop amb l'espectacle Mater Natura que va poder-se veure del 5 de juliol del 2014 fins al 2 d'agost del mateix any. Un cop més el govern d'Andorra hi va destinar diners de manera que l'entrada fos gratuïta i que això motivés el turista de proximitat a apropar-se a Andorra. Encara que alguns dels espectadors del Cirque du Soleil no hagin estudiat llatí, no els serà difícil desxifrar el significat de mater natura, l'expressió que forma part del títol del nou espectacle de la companyia a Andorra. La primera paraula, mater, en llatí feia referència a la mare, aquella persona que ens gronxava a la falda quan érem petits i que ens segueix donant calor i afecte al llarg de la nostra vida. Natura, per la seva banda, és la paraula que els antics romans empraven per denominar a la natura, a tots els éssers vius i inanimats que ens envolten i que donen forma i color al nostre entorn. Mater natura, per tant, significa "mare natura", la que bressola a tota la humanitat a la falda de la mateixa manera que una mare ho fa amb la seva criatura. El Cirque du Soleil ret homenatge a aquesta mare tan universal i va convidar a gaudir d'un espectacle ple de matisos, formes i estímuls sensorials com la mateixa natura.
El segon espectacle fou possible gràcies a:
- Stéphane Boko, creador i director
- Jean Laurin, dissenyador de llums
- Olivier Landreville, coreògraf
- Jean-Michel Caron, so